# The Art of Storytelling
Albums de Slick Rick
Behind Bars
(1994) The Rulers Returns 2.2
(2007)
Singles
1. Unify
Sortie : 1998
2. Street Talkin'
Sortie : 14 mars 1999
3. We Turn It On
Sortie : 1999
4. Kill Niggaz
Sortie : 1999

The Art of Storytelling est le quatrième album studio de Slick Rick, sorti le 25 mai 1999.
L'album s'est classé 1re au Top R&B/Hip-Hop Albums et 8e au Billboard 200 et a été certifié disque d'or par la Recording Industry Association of America (RIAA) le 29 juin 1999.

## Liste des titres
| No  | Titre                                                                                          | Contient un (des) sample(s) de | Durée |
| --- | ---------------------------------------------------------------------------------------------- | --- | ----- |
| 1.  | Jail Skit (featuring Ed Lover, Redman et Rev Run – Produit par Bimmy Antney)                   | | 1:20  |
| 2.  | Kill Niggaz (Produit par Clark Kent)                                                           | Cry Together des O'Jays Never Too Much de Luther Vandross | 2:50  |
| 3.  | Street Talkin' (featuring OutKast – Produit par Jazze Pha)                                     | La Di Da Di de Doug E. Fresh et Slick Rick | 3:41  |
| 4.  | Me & Nas Bring It to Your Hardest (featuring Nas – Produit par Trackmasters et Qur'an Goodman) | I Believe to My Soul de Junior Mance | 2:36  |
| 5.  | I Own America Part I (Produit par Clark Kent et Ty Fyffe)                                      | | 3:09  |
| 6.  | Bugsy Radio Skit (Produit par Bimmy Antney)                                                    | | 0:19  |
| 7.  | Who Rotten 'Em (Produit par Nod)                                                               | | 3:28  |
| 8.  | 2 Way Street (Produit par Clark Kent)                                                          | | 3:33  |
| 9.  | King Piece in the Chess Game (featuring Canibus – Produit par Ty Fyffe)                        | Funky President de James Brown | 3:20  |
| 10. | Trapped in Me (Produit par Rashad Smith)                                                       | | 3:42  |
| 11. | Impress the Kid (Produit par S&S)                                                              | Don't Stop 'Til You Get Enough de Michael Jackson Planet Rock d'Afrika Bambaataa and Soulsonic Force | 3:34  |
| 12. | Q-Tip & Peter Gunz Skit (Produit par Bimmy Antney)                                             | | 0:35  |
| 13. | I Run This (Produit par Raymond Deal et Rev Run)                                               | Children's Story de Slick Rick La Di Da Di de Doug E. Fresh et Slick Rick The Ave. de Run–DMC Here We Go (Live at the Funhouse) de Run–DMC The Show de Doug E. Fresh, Slick Rick and The Get Fresh Crew | 4:09  |
| 14. | Frozen (featuring Raekwon – Produit par T. Rusiak et Bimmy Antney)                             | Seven Months de Portishead Make It Last All Night de Rage | 3:12  |
| 15. | Why, Why, Why (Produit par Clark Kent et Slick Rick)                                           | Funky President de James Brown | 3:23  |
| 16. | Adults Only (Produit par Dame Grease)                                                          | | 4:16  |
| 17. | Memories (Produit par Clark Kent)                                                              | | 4:06  |
| 18. | Unify (featuring Snoop Dogg – Produit par Kid Capri)                                           | | 3:59  |
| 19. | Bugsy Radio Skit (Produit par Bimmy Antney)                                                    | | 0:18  |
| 20. | I Own America Part 2 (Produit par Colleone & Webb et Bimmy Antney)                             | I Can't Go on Living Without You de Tavares | 3:30  |
| 21. | CEO Outro (Produit par Slick Rick)                                                             | | 0:05  |

| 22. | We Turn It On (featuring Doug E. Fresh – Produit par Vada Nobles)     | 3:35 |
| 23. | La Di Da Di (Live) (featuring Doug E. Fresh – Produit par Slick Rick) | 4:37 |
| 24. | The Show (Live) (featuring Doug E. Fresh – Produit par Slick Rick)    | 6:09 |